# باب الحديد (الجوادية)
باب الحديد قرية سورية تتبع ناحية الجوادية في منطقة المالكية التابعة لمحافظة الحسكة. بلغ عدد سكانها 1101 نسمة عام 2004.تقع على بعد 3 كلم إلى الشرق من مدينة الجوادية.تعتبر من القرى القديمة في المنطقة بدليل وجود بئر ومدافن لا يعرف تاريخها ورد اسمها في الكتب والخرائط العثمانية باسم دمير قابو Demür-kapu : Demir Kapı ومعناه العربي باب الحديد.تكثر فيها الصخور البازلتية وأقيم شمالها سد تخزيني يحمل اسمها على وادي باب الحديد ،وهي تمثل سورية مصغرة في تنوعها يسكنها العرب والأكراد والسريان.[بحاجة لمصدر]